# (38056) 1999 BZ10
1999 BZ10 (asteroide 38056) é um asteroide da cintura principal. Possui uma excentricidade de 0.18295580 e uma inclinação de 2.07290º.
Este asteroide foi descoberto no dia 20 de janeiro de 1999 por ODAS em Caussols.